# Slovénie au Concours Eurovision de la chanson 2021
La Slovénie est l'un des trente-neuf pays participants du Concours Eurovision de la chanson 2021, qui se déroule à Rotterdam aux Pays-Bas. Le pays est représenté par la chanteuse Ana Soklič et sa chanson  Amen, sélectionnées en interne par le diffuseur slovène RTVSLO. Le pays se classe 13e avec 44 points en demi-finale, ne parvenant pas à se qualifier pour la finale.

## Sélection
Le diffuseur slovène RTVSLO annonce sa participation à l'Eurovision 2021 le 17 mai 2020, environ deux mois après l'annulation de l'édition 2020. Le pays confirme dès lors la reconduction de la chanteuse Ana Soklič comme représentante du pays. Sa chanson, intitulée Amen, est présentée au public le 27 février 2021.

## À l'Eurovision
La Slovénie participe à la première demi-finale, le 18 mai 2021. Y recevant 44 points, le pays se classe 13e et ne parvient pas à se qualifier en finale.